# أوبري فيتش
أوبري فيتش (بالإنجليزية: Aubrey Fitch) هو ضابط أمريكي، ولد في 11 يونيو 1883 في ميشيغان في الولايات المتحدة، وتوفي في 22 مايو 1978 في نيوكاستل في الولايات المتحدة.